# Мадагаскарские древесные ужи
Мадагаскарские древесные ужи (лат. Langaha) — род змей семейства Pseudoxyrhophiidae.

## Внешний вид
Общая длина представителей этого рода колеблется от 70 см до 1,2 м. Голова узкая, вытянутая. На конце морды длинный, вырезанный по краям, вырост, который цветом и формой напоминает перистый край листьев. Голова чётко отделена от туловища. Глаза большие или среднего размера. Зрение хорошо развито. Зрачки вытянуты горизонтально, имеют форму эллипса или щели. Эти змеи наделены бинокулярным зрением. Туловище тонкое, вытянутое.
Выражен половой диморфизм. Самки имеют преимущественно коричневый цвет разных оттенков с тёмными пятнами или полосами. Окраска спины самцов красновато-коричневая, а брюхо — жёлтое, между ними проходит светлая полоса.

## Образ жизни
Любят тропические леса. Всю жизнь проводят на деревьях. Активны ночью или в сумерках. Питаются ящерицами, в частности хамелеонами, мелкими птицами, древесными лягушками.
Яйцеживородящие змеи. Эндемики острова Мадагаскар.

## Виды
Содержит 3 вида:
- Мадагаскарский древесный уж Аллюауда (Langaha alluaudi)
- Листоносый мадагаскарский уж (Langaha madagascariensis)
- Langaha pseudoalluaudi